# Federazione di rugby a 15 della Lituania
La Federazione Rugby XV della Lituania (in lituano: Lietuvos Regbio Federacija) è l'organo che governa il Rugby a 15 in Lituania.
Affiliata all'International Rugby Board, è inclusa fra le nazionali di terzo livello senza esperienze di Coppa del Mondo.